# Elecciones municipales de Cuba de 2022
Las elecciones municipales de Cuba de 2022 se celebraron el 27 de noviembre para elegir a los delegados a las Asambleas Municipales del Poder Popular, órgano superior de poder local que ejerce las funciones estatales y de gobierno en el territorio y cuyos delegados son también nominados para ocupar hasta un 50 por ciento de los escaños en la Asamblea Nacional del Poder Popular. El periodo legislativo se extiende por dos años y medio. La segunda vuelta fue convocada para el 4 de diciembre para aquellas circunscripciones donde ningún candidato obtuvo el 50% de los votos válidos. Estas elecciones iniciaron un proceso electoral que continuará con la renovación del parlamento y con las elecciones legislativas de 2023.
Según los resultados preliminares, 11 502 candidatos fueron electos en primera vuelta, el 50,93 % de ellos reelegidos en su cargo para un nuevo mandato, mientras que 925 fueron electos en la segunda. La nómina de candidatos electos quedó conformada en un 43,87 % por mujeres y un 12,52 % por personas menores de 35 años. La participación en estos comicios, ubicada en el 68,58%, fue la más baja registrada desde las elecciones parlamentarias de 1976, cuando entró en vigor el actual sistema electoral. La oposición había llamado al abstencionismo como forma de protesta.

## Resultados
Resultados preliminares entregados por el Consejo Nacional Electoral:
|                    | Votos     | Porcentaje |
| ------------------ | --------- | ---------- |
| Votos positivos    |           | 89,11 %    |
| En blanco          |           | 5,22 %     |
| Impugnado/Nulo     |           | 5,67 %     |
| Total de votos     | 5 728 220 | 100 %      |
| Votantes Inscritos | 8 531 311 | 68,58 %    |
| Abstención         | 2 623 091 | 31,41 %    |